# 마인크래프트 (책)
마인크래프트("Minecraft: The Unlikely Tale of Markus "Notch" Persson and the Game That Changed Everything")는 마인크래프트와 제작자 마르쿠스 페르손의 이야기를 다룬 대니얼 골드버그(Daniel Goldberg)와 리누스 라손(Linus Larsson, 제니퍼 호킨스 역)이 쓴 책이다. 이 책은 2013년 10월 17일에 출시되었으며 게임에 대한 다양한 팁과 요령이 포함되어 있다.

## 내용
이 책은 마인크래프트의 인기와 스웨덴 게임 산업을 다룬 페르손의 전기이다. 이 책은 페르손이 던전 키퍼, 드워프 포트리스 및 인피니마이너(Infiniminer)와 같은 게임에서 영감을 받은 방법과 처음부터 자신이 큰 일을 하고 있다고 확신했던 방법을 설명한다. 또한 페르손이 개발 과정을 공개적으로 문서화하고 다른 플레이어와 지속적으로 대화하는 방법도 설명했다.

## 출판 이력
이 책은 2012년 스웨덴의 노스테드 포를라그(Norstedts förlag)에서 "Minecraft: block, pixlar och att göra sig en hacka"(ISBN 978-91-1-304925-0)라는 제목으로 처음 출판되었다. 제니퍼 호킨스의 영어 번역본은 2013년 스티븐 스토리즈 프레스(Seven Stories Press)에서 출판되었으며, 세븐 스토리즈 프레스는 해당 언어로 작성된 마인크래프트에 관한 최초의 책이라고 주장했다.

## 접수
이 책은 테크크런치의 존 비그스(John Biggs)에 의해 "아름다운 인간"으로 묘사되었다. 페르손에 대한 묘사는 Publishers Weekly에서 "움직임"으로, Paul Stenis는 라이브러리 저널에서 "강력함"으로 칭찬했지만 "Washington Independent Review of Books"의 닉 콜라코프스키는 너무 천박하다는 비판을 받았다.